# Raspberry Pi

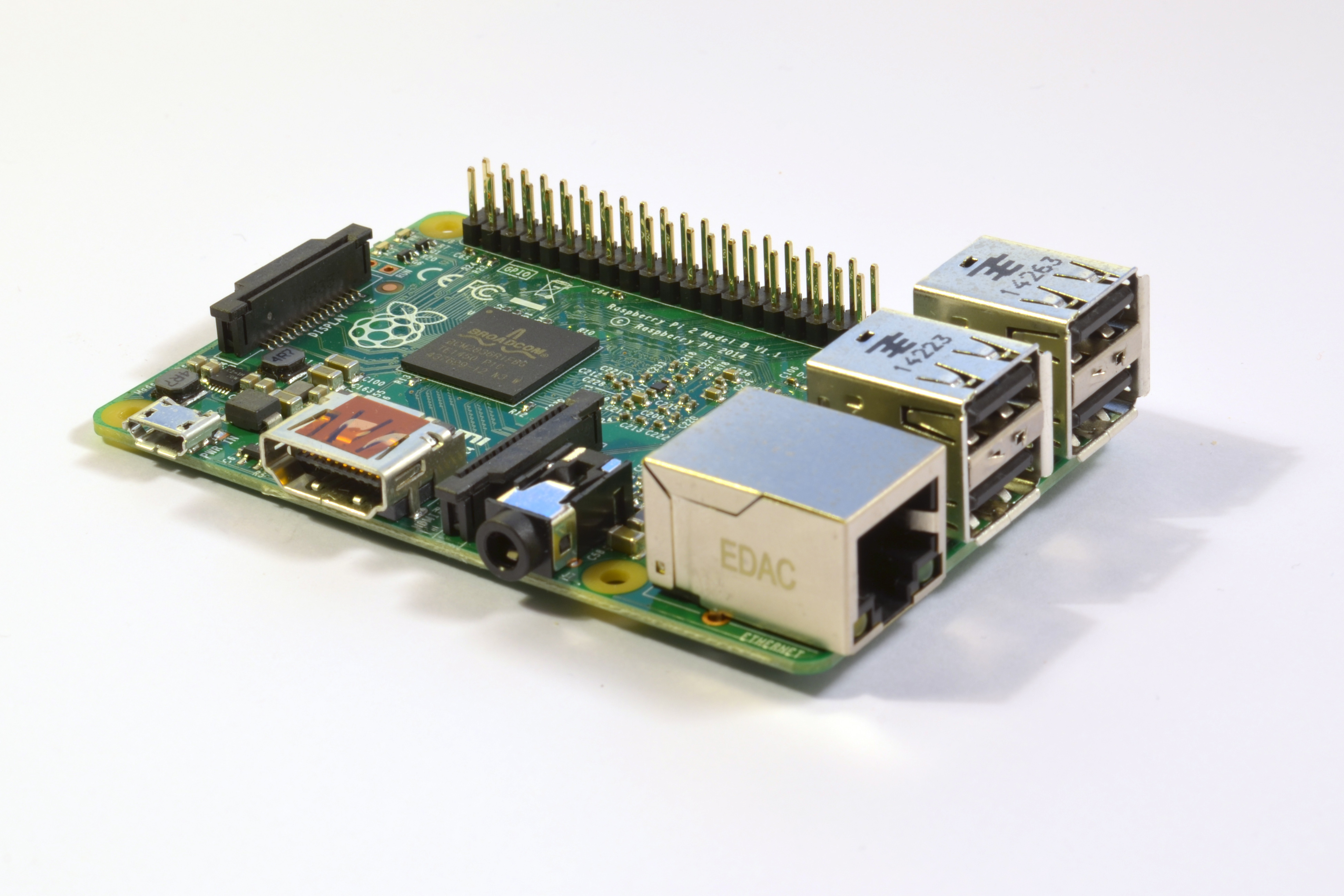
Raspberry Pi 2 (model B)

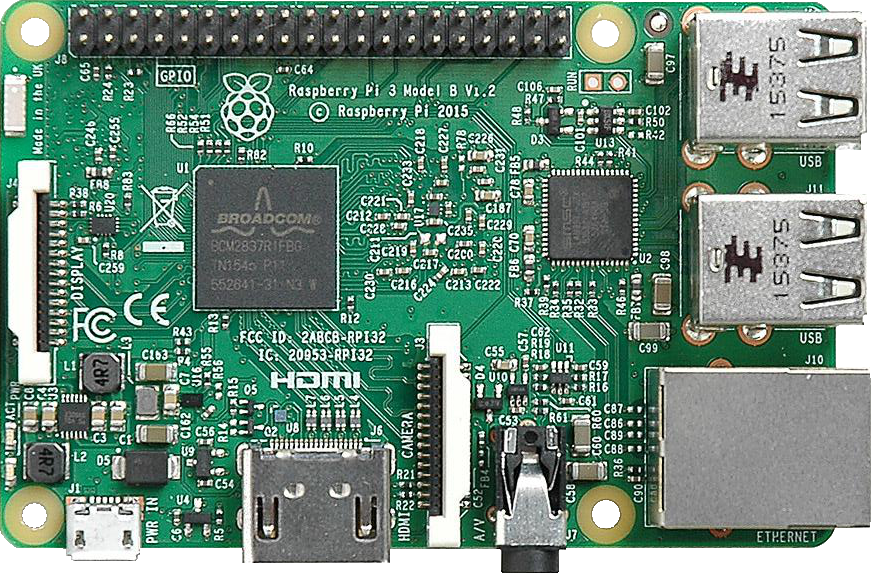
Raspberry Pi 3 (model B)

Raspberry Pi (výslovnost [ˈraːzbəri pai]) je malý jednodeskový počítač s deskou plošných spojů o velikosti zhruba platební karty. V roce 2012 byl vyvinut britskou nadací Raspberry Pi Foundation s cílem podpořit výuku informatiky ve školách a seznámit studenty s tím, jak mohou počítače řídit různá zařízení (např. mikrovlnná trouba, automatická pračka). Primárním operačním systémem je Raspberry Pi OS (ex Raspbian). Cena se v srpnu 2019 pohybuje v rozmezí 157–1 536 Kč (nejlevnější je Raspberry Pi Zero, nejdražší pak Raspberry Pi 5 Model B). Od roku 2021 existuje Raspberry Pi Pico, který je zaměřený na práci s mikrokontroléry. Označení „Raspberry Pi“ je registrovanou ochrannou známkou, a proto mají podobně navržené počítače zdánlivě odvozené názvy (např. Banana Pi)

## Charakteristika
Raspberry Pi je jednodeskový počítač, který je srovnatelný se (slabším) stolním počítačem.[ujasnit] Obsahuje vývod pro monitor (HDMI), přes USB je možné připojit klávesnici a myš. Vyvinuto bylo již několik generací tohoto počítače, které se liší výkonem a zamýšleným použitím. Použitý mikroprocesor je z rodiny ARM, takže je srovnatelný s běžným smartphonem. Na počítači Raspberry Pi je možné provozovat různé distribuce Linuxu, RISC OS, seL4, jakož i Microsoft Windows 10 IoT Core.
Na rozdíl od platformy Arduino je možné Raspberry Pi použít nejen k ovládání různých zařízení (pomocí GPIO kontaktů), ale i k samotnému vývoji příslušných aplikací. Lze ho též použít jako multimediální přehrávač videa nebo hudby nebo i jen pro přístup k Internetu (dodávané linuxové distribuce obsahují webový prohlížeč a další potřebné aplikace).

## Hardware

Blokové schéma Raspberry Pi

Na obrázku vpravo je blokové schéma Raspberry Pi. Ethernetový port (tj. síťová karta) je připojen skrze rozhraní USB 2.0. Návrh je maximálně zjednodušen, a tak chybí vysokorychlostní rozhraní pro pevný disk (např. SATA rozhraní, jaké má Banana Pro). Disk je sice možné připojit pomocí USB Mass Storage, avšak přenos dat ze sítě na disk a zpět bude omezen maximální rychlostí rozhraní USB 2.0 (tj. zhruba 35 MB/s). Raspberry Pi se tedy moc nehodí pro nasazení jako NAS (tj. sdílení souborů z disku připojeného k síti pomocí Raspberry Pi bude v přenosových rychlostech limitováno propustností USB můstku).

### Původní Raspberry Pi
- Procesor BCM2835 z rodiny ARM Cortex-A6 taktovaný na 700 MHz
- Grafický procesor VideoCore IV, podporující OpenGL ES 2.0, 1080p30, MPEG-4
- Obrazový výstup Composite RCA, HDMI, DSI
- Zvukový výstup přes 3,5mm konektor, HDMI
- 12× GPIO, UART, I²C, sběrnici SPI
- Podpora JTAG Debug
- Přidán watchdog timer

Původní Raspberry Pi bylo nabízeno ve dvou modelech, za 25 amerických dolarů (model 1A) a za 35 amerických dolarů (model 1B a 2B), přičemž dražší verze měla navíc síťový adaptér s konektorem RJ-45 a druhý USB port. V době oznámení a uvedení na trh se jednalo podle recenzí o dobrý poměr cena/výkon.

#### Model „A“
- dostupný od února 2013
- 256 MiB RWM (RAM) sdílených s grafickou kartou
- Slot pro SD nebo MMC kartu
- jeden USB port

#### Model „A+“
- dostupný od listopadu 2014
- 256 MiB RWM (RAM) sdílených s grafickou kartou
- Slot pro micro SD kartu
- jeden USB port

#### Model „B“
- dostupný od dubna 2012
- 256, později 512 MiB RWM (RAM) sdílených s grafickou kartou
- Slot pro SD nebo MMC kartu
- dva USB porty
- ethernetový adaptér 10/100 s konektorem RJ-45

#### Model „B+“
- dostupný od července 2014[4][5]
- 512 MiB RWM (RAM) sdílených s grafickou kartou
- Slot pro micro SD kartu
- čtyři USB porty
- ethernetový adaptér 10/100 s konektorem RJ-45

Takto upravená deska by měla být vyráběna ve Velké Británii, konkrétně v továrně firmy Sony v Pencoadu v Jižním Walesu, a dostupná za stejnou cenu. Nadace přitom usilovala o výrobu ve Spojeném království od počátku, ale domluvit se s britským výrobcem se jí podařilo až po počátečním úspěchu s deskami vyrobenými v Asii.

### Raspberry Pi 2

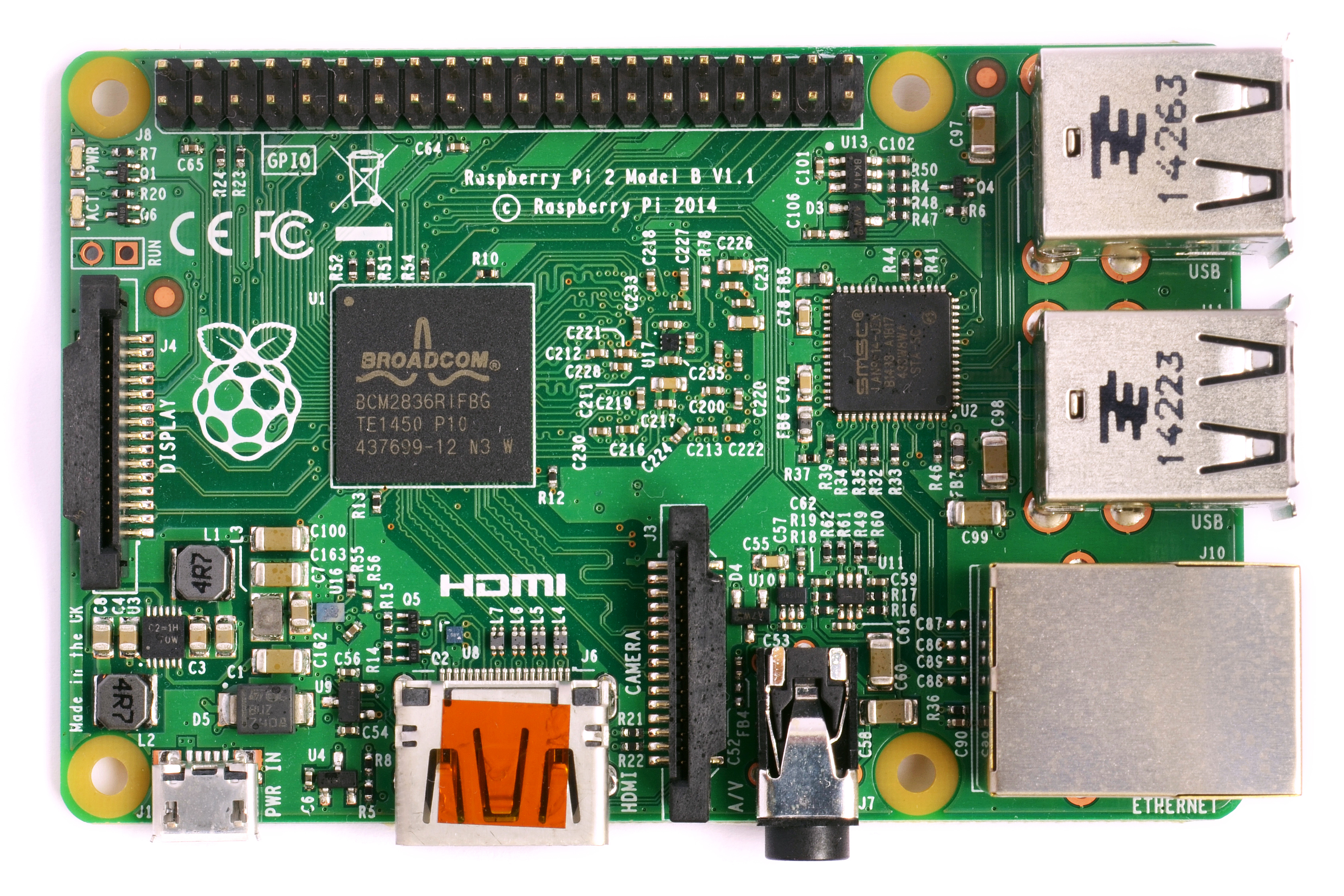
Raspberry Pi 2 Model B (2015)

Model „B“ byl uveden do prodeje v únoru 2015. Jeho základem je SoC BCM2836 z rodiny ARM Cortex-A7 opět od firmy Broadcom, který obsahuje čtveřici procesorových jader s taktem 900 MHz. Každé toto CPU jádro je posíleno jednotkou SIMD, a 1 GiB paměti RAM. Tento model je také osazen grafickým procesorem VideoCore IV, podporující OpenGL ES 2.0, 1080p30, MPEG-4. Stejně jako jeho předchůdci obsahuje slot pro microSD kartu, čtyři porty USB 2.0, ethernetový adaptér 10/100 Mbit/s s konektorem RJ-45 a vývody GPIO.
Počítač je zpětně kompatibilní s původním Raspberry Pi.

### Raspberry Pi 3
V únoru 2016 byl uveden do prodeje model Raspberry Pi 3, který je poprvé vybaven 64bitovým CPU Broadcom BCM2837 o taktu 1,2 GHz. Jde o čtyřjádro ARM Cortex-A53 a dle výrobce je o 50 % rychlejší než to v Raspberry Pi 2. Stejně jako Model 2 je vybaven 1 GiB operační paměti. Novinkou jsou kromě 64bitového procesoru i integrované Wi-Fi a Bluetooth moduly. Rozmístění konektorů se oproti předchozímu modelu nemění. Vylepšený model Raspberry Pi 3 byl uveden v březnu 2018 se stejným procesorem taktovaným na 1,4 GHz.

### Raspberry Pi 4
V červnu 2019 byl uveden do prodeje model Raspberry Pi 4. Jako u předchozího modelu je jeho základem 64bitový čtyřjádrový procesor, tentokrát o taktu 1,5 GHz, typu Broadcom BCM2711 s novou grafikou nově podporující standardy OpenGL ES verze 3.1 a Vulkan. Oproti Raspberry Pi 3 se Raspberry Pi 4 prodává ve třech variantách podle velikosti RAM - 1, 2 a 4 GiB a od května 2020 i 8 GiB. Napájení pomocí micro-USB bylo nahrazeno napájením pomocí USB-C. Jeden HDMI port byl nahrazen dvěma micro-HDMI porty a Raspberry Pi 4 nyní podporuje i monitory s rozlišením 4K a dva USB 2.0 porty byly nahrazeny USB 3.0 porty. Nyní je nově pro 64bitová Raspberry Pi k dispozici 64bitový operační systém Raspbian. Je to důležité zejména pro budoucnost a pro možnost použití větší než 4 GiB operační paměti.

### Raspberry Pi 400
Eben Upton oznámil 2. listopadu 2020 existenci počítače Raspberry Pi 400, které vychází z předchozí modelu Raspberry Pi 4 se 4 GiB pamětí LPDDR4 RAM. Změnu prodělala deska plošných spojů, která je v případě Raspberry Pi 400 zabudována do klávesnice. Díky lepšímu chlazení mohlo dojít k navýšení frekvence, na níž je procesor taktován.

### Raspberry Pi Pico
21. ledna 2021 byla představena vývojová deska založená na dvoujádrovém procesoru RP2040 s jádry ARM Cortex-M0+, která lze taktovat až na 133 MHz. Součástí procesoru je 2 MB paměť typu FLASH a 264 kiB paměti RAM. Přes rozhraní SPI lze adresovat až 16 MiB externí paměti. Pro vývojáře existuje SDK, nástroje založené na GCC integrované do Visual Studio Code. 30. června 2022 byly představeny nové varianty Raspberry Pi Pico W s Wi-Fi modulem CYW43439, Raspberry Pi Pico H osazená pin headerem a varianta Raspberry Pi Pico WH, která bude mít Wi-Fi i pin header.

### Raspberry Pi 5
Raspberry Pi 5 bylo oznámeno 28. září 2023. Díky vylepšení hardwaru a softwaru by mělo být Pi5 více než dvakrát výkonnějším než Pi 4. Dodává se mimo jiné s interně navrženým I/O řadičem, tlačítkem napájení a RTC čipem. RTC čip potřebuje baterii, kterou lze dokoupit. Doporučená cena modelu se 4 GiB RAM je 60 USD a 8 GiB modelu 80 USD. Byl odstraněn 3,5mm audio/video jack, místo kterého lze pro zvuk použít Bluetooth, HDMI, USB audio nebo Audio HAT. Dne 9. ledna 2025 byl vydán Raspberry Pi 5 s vyšším výkonem a vyšší velikostí operační paměti RAM o kapacitě 16GiB, která je díky měření serveru Phoronix.com typicky o jednotky až nižší desítky procent rychlejší.

### Raspberry Pi 500
Eben Upton ohlásil 9. prosince 2024 existenci počítače Raspberry Pi 500, který vychází z předchozí modelu Raspberry Pi 5 se 8 GiB operační paměti typu LPDDR4X-4267 SDRAM. Stejně jako Raspberry Pi 5 je postavený na 64bitovém procesoru Broadcom BCM2712 se čtyřmi 2.4 GHz CPU jádry Cortex-A76 a GPU VideoCore VII. V novém počítači vývojáři neavizují míru zvýšení výkonu oproti Raspberry Pi 5, ale v případě Raspberry Pi 5 se oproti předcházející generaci CPU výkon zvýšil dva až třikrát a výkon GPU dvojnásobně. Změnu prodělala deska plošných spojů, která je v případě Raspberry Pi 500 zabudována do klávesnice a je větší. Sada s myší, zdrojem, kabelem s redukcí z microHDMI na HDMI a příručkou stojí 120 dolarů. Dále je možno dokoupit Raspberry Pi Monitor za 100 dolarů. Monitor nebo dva se k Raspberry Pi 500 se připojují pomocí dvou konektorů HDMI vzadu.

### Porovnání jednotlivých modelů
| Typ                              | Model A | Model A | Model B | Model B | Model B | Model B | Model B | Model B | Výpočetní modul*                                                          | Výpočetní modul*                                                          | Výpočetní modul*                                                          | Zero                                                                      | Zero                                                                      | Zero                                                                      | Zero                            |
| -------------------------------- | --- | --- | --- | --- | --- | --- | --- | --- | ------------------------------------------------------------------------- | ------------------------------------------------------------------------- | ------------------------------------------------------------------------- | ------------------------------------------------------------------------- | ------------------------------------------------------------------------- | ------------------------------------------------------------------------- | ------------------------------- |
| Generace                         | 1 | 1 + | 1 | 1 + | 2 | 3 | 3+ | 4 | 1                                                                         | 3                                                                         | 3 lite                                                                    | PCB verze 1.2                                                             | PCB verze 1.3                                                             | W (wireless)                                                              | 2W                              |
| Datum vydání                     | 2/2012 | 11/2014 | 4-6/2012 | 7/2014 | 2/2015 | 2/2016 | 3/2018 | 6/2019 | 4/2014                                                                    | 1/2017                                                                    | 1/2017                                                                    | 11/2015                                                                   | 5/2016                                                                    | 2/2017                                                                    | 10/2021                         |
| Cílová cena                      | $25 | $20 | $35 | $25 | $35 | $35 | $35 | $35, $45, $55 (dle modelu)                                                                                             | $30                                                                       | $30                                                                       | $25                                                                       | $5                                                                        | $5                                                                        | $10                                                                       | $15                             |
| Architektura                     | ARMv6 (32-bit) | ARMv6 (32-bit) | ARMv6 (32-bit) | ARMv6 (32-bit) | ARMv7 (32-bit) | ARMv8 (64/32-bit) | ARMv8 (64/32-bit) | ARMv8 (64-bit) | ARMv6 (32-bit)                                                            | ARMv8 (64/32-bit)                                                         | ARMv8 (64/32-bit)                                                         | ARMv6 (32-bit)                                                            | ARMv6 (32-bit)                                                            | ARMv6 (32-bit)                                                            | ARMv8 (64-bit)                  |
| SoC                              | Broadcom BCM2835 | Broadcom BCM2835 | Broadcom BCM2835 | Broadcom BCM2835 | Broadcom BCM2836 | Broadcom BCM2837 | Broadcom BCM2837B0 | Broadcom BCM2711 | Broadcom BCM2835                                                          | Broadcom BCM2837                                                          | Broadcom BCM2837                                                          | Broadcom BCM2835                                                          | Broadcom BCM2835                                                          | Broadcom BCM2835                                                          | BCM2710A1                       |
| Procesor                         | ARM1176JZF-S | ARM1176JZF-S | ARM1176JZF-S | ARM1176JZF-S | ARM Cortex-A7 | ARM Cortex-A53 | ARM Cortex-A53 | ARM Cortex-A72 | ARM1176JZF-S                                                              | ARM Cortex-A53                                                            | ARM Cortex-A53                                                            | ARM1176JZF-S                                                              | ARM1176JZF-S                                                              | ARM1176JZF-S                                                              | Arm Cortex-A53                  |
| fcpu                             | 700 MHz | 700 MHz | 700 MHz | 700 MHz | 900 MHz | 1,2 GHz | 1,4 GHz | 1,5 Ghz | 700 MHz                                                                   | 1.2 GHz                                                                   | 1.2 GHz                                                                   | 1 GHz                                                                     | 1 GHz                                                                     | 1 GHz                                                                     | 1 GHz                           |
| Počet jader                      | 1 | 1 | 1 | 1 | 4 | 4 | 4 | 4 | 1                                                                         | 4                                                                         | 4                                                                         | 1                                                                         | 1                                                                         | 1                                                                         | 4                               |
| GPU                              | Broadcom VideoCore IV @ 250 MHz OpenGL ES 2.0 MPEG-2 a VC-1 (s licencí) 1080p30 H.264 / dekodér a enkodér vysokoprofilového MPEG-4 AVC                                           | Broadcom VideoCore IV @ 250 MHz OpenGL ES 2.0 MPEG-2 a VC-1 (s licencí) 1080p30 H.264 / dekodér a enkodér vysokoprofilového MPEG-4 AVC                                           | Broadcom VideoCore IV @ 250 MHz OpenGL ES 2.0 MPEG-2 a VC-1 (s licencí) 1080p30 H.264 / dekodér a enkodér vysokoprofilového MPEG-4 AVC                                           | Broadcom VideoCore IV @ 250 MHz OpenGL ES 2.0 MPEG-2 a VC-1 (s licencí) 1080p30 H.264 / dekodér a enkodér vysokoprofilového MPEG-4 AVC                                           | Broadcom VideoCore IV @ 250 MHz OpenGL ES 2.0 MPEG-2 a VC-1 (s licencí) 1080p30 H.264 / dekodér a enkodér vysokoprofilového MPEG-4 AVC | Broadcom VideoCore IV @ 250 MHz OpenGL ES 2.0 MPEG-2 a VC-1 (s licencí) 1080p30 H.264 / dekodér a enkodér vysokoprofilového MPEG-4 AVC | Broadcom VideoCore IV @ 250 MHz OpenGL ES 2.0 MPEG-2 a VC-1 (s licencí) 1080p30 H.264 / dekodér a enkodér vysokoprofilového MPEG-4 AVC | Broadcom VideoCore IV OpenGL ES 3.1, Vulkan                                                                            |                                                                           |                                                                           |                                                                           |                                                                           |                                                                           |                                                                           |                                 |
| Paměť (SDRAM)                    | 256 MiB (sdíleno s GPU) | 512 MiB (sdílené s GPU) od května 2016 | 512 MiB (sdílené s GPU) od května 2016 | 512 MiB (sdílené s GPU) od května 2016 | 1 GiB (sdílené s GPU) | 1 GiB (sdílené s GPU) | 1 GiB (sdílené s GPU) | 1, 2, 4 nebo 8 GiB | 512 MiB (sdílená s GPU)                                                   | 1 GiB (sdílené s GPU)                                                     | 1 GiB (sdílené s GPU)                                                     | 512 MiB (sdílená s GPU)                                                   | 512 MiB (sdílená s GPU)                                                   | 512 MiB (sdílená s GPU)                                                   | 512MiB                          |
| USB 2.0 porty                    | 1 (přímo z SoC) | 1 (přímo z SoC) | 2 (on-board USB hub) | 4 (on-board 5p USB hub) | 4 (on-board 5p USB hub) | 4 (on-board 5p USB hub) | 4 (on-board 5p USB hub) | 2 (on-board 5p USB hub)                                                                                                | 1 (přímo z SoC)                                                           | 1 (přímo z SoC)                                                           | 1 (přímo z SoC)                                                           | 1 Micro-USB (přímo z SoC)                                                 | 1 Micro-USB (přímo z SoC)                                                 | 1 Micro-USB (přímo z SoC)                                                 | 1 s USB-OTG                     |
| USB 3.0 porty                    | žádný | žádný | žádný | žádný | žádný | žádný | žádný | 2 (on-board 5p USB hub)                                                                                                | žádný                                                                     | žádný                                                                     | žádný                                                                     | žádný                                                                     | žádný                                                                     | žádný                                                                     | -                               |
| Video vstup                      | 15-pin rozhraní MIPI kamerový (CSI) konektor, který se používá s kamerou Raspberry Pi nebo s Raspberry Pi noir kamerou                                                           | 15-pin rozhraní MIPI kamerový (CSI) konektor, který se používá s kamerou Raspberry Pi nebo s Raspberry Pi noir kamerou                                                           | 15-pin rozhraní MIPI kamerový (CSI) konektor, který se používá s kamerou Raspberry Pi nebo s Raspberry Pi noir kamerou                                                           | 15-pin rozhraní MIPI kamerový (CSI) konektor, který se používá s kamerou Raspberry Pi nebo s Raspberry Pi noir kamerou                                                           | 15-pin rozhraní MIPI kamerový (CSI) konektor, který se používá s kamerou Raspberry Pi nebo s Raspberry Pi noir kamerou                 | 15-pin rozhraní MIPI kamerový (CSI) konektor, který se používá s kamerou Raspberry Pi nebo s Raspberry Pi noir kamerou                 | 15-pin rozhraní MIPI kamerový (CSI) konektor, který se používá s kamerou Raspberry Pi nebo s Raspberry Pi noir kamerou                 | 15-pin rozhraní MIPI kamerový (CSI) konektor, který se používá s kamerou Raspberry Pi nebo s Raspberry Pi noir kamerou | 2× rozhraní MIPI (CSI)                                                    | 2× rozhraní MIPI (CSI)                                                    | 2× rozhraní MIPI (CSI)                                                    | žádný                                                                     | rozhraní pro připojení fotoaparátu MIPI (CSI) (rev 1.3)                   | rozhraní pro připojení fotoaparátu MIPI (CSI) (rev 1.3)                   | CSI-2                           |
| Video výstupy                    | HDMI (rev 1.3) kompozitní video (RCA konektor), MIPI zobrazovací rozhraní (DSI)                                                                                                  | HDMI (rev 1.3), kompozitní video (3,5mm jack TRRS), displej rozhraní MIPI (DSI) pro základní LCD panelů                                                                          | HDMI (rev 1.3), kompozitní video (RCA jack), displej rozhraní MIPI (DSI) | HDMI (rev 1.3), kompozitní video (3,5mm jack TRRS), displej rozhraní MIPI (DSI)                                                                                                  | HDMI (rev 1.3), kompozitní video (3,5mm jack TRRS), displej rozhraní MIPI (DSI)                                                        | HDMI (rev 1.3), kompozitní video (3,5mm jack TRRS), displej rozhraní MIPI (DSI)                                                        | HDMI (rev 1.3), kompozitní video (3,5mm jack TRRS), displej rozhraní MIPI (DSI)                                                        | 2× micro-HDMI (rev 1.3), kompozitní video (3,5mm jack TRRS), displej rozhraní MIPI (DSI)                               | HDMI, 2× MIPI displej rozhraní (DSI), kompozitní video                    | HDMI, 2× MIPI displej rozhraní (DSI), kompozitní video                    | HDMI, 2× MIPI displej rozhraní (DSI), kompozitní video                    | HDMI Typ C-Mini 1080p60, kompozitní video přes GPIO                       | HDMI Typ C-Mini 1080p60, kompozitní video přes GPIO                       | HDMI Typ C-Mini 1080p60, kompozitní video přes GPIO                       | mini HDMI                       |
| Audio vstupy                     | skrze I²S | skrze I²S | skrze I²S | skrze I²S | skrze I²S | skrze I²S | skrze I²S | skrze I²S | skrze I²S                                                                 | skrze I²S                                                                 | skrze I²S                                                                 | skrze I²S                                                                 | skrze I²S                                                                 | skrze I²S                                                                 |                                 |
| Audio výstupy                    | analog přes 3,5 mm jack; digitální přes HDMI a jako revize 2 desky, I²S | analog přes 3,5 mm jack; digitální přes HDMI a jako revize 2 desky, I²S | analog přes 3,5 mm jack; digitální přes HDMI a jako revize 2 desky, I²S | analog přes 3,5 mm jack; digitální přes HDMI a jako revize 2 desky, I²S | analog přes 3,5 mm jack; digitální přes HDMI a jako revize 2 desky, I²S                                                                | analog přes 3,5 mm jack; digitální přes HDMI a jako revize 2 desky, I²S                                                                | analog přes 3,5 mm jack; digitální přes HDMI a jako revize 2 desky, I²S                                                                | analog přes 3,5 mm jack; digitální přes HDMI a jako revize 2 desky, I²S                                                | analog, HDMI, I²S                                                         | analog, HDMI, I²S                                                         | analog, HDMI, I²S                                                         | HDMI Typ C-Mini, stereo zvuk prostřednictvím PWM na GPIO                  | HDMI Typ C-Mini, stereo zvuk prostřednictvím PWM na GPIO                  | HDMI Typ C-Mini, stereo zvuk prostřednictvím PWM na GPIO                  |                                 |
| On-board úložný prostor          | SD, MMC, slot SDIO karty | MicroSDHC slot | SD, MMC, slot SDIO karty | MicroSDHC slot | MicroSDHC slot | MicroSDHC slot | MicroSDHC slot | MicroSDHC slot | 4 GiB eMMC flash paměť čipů                                               | 4 GiB eMMC flash paměť čipů                                               | MicroSDHC                                                                 | MicroSDHC                                                                 | MicroSDHC                                                                 | MicroSDHC                                                                 | MicroSDHC                       |
| Síť                              | žádný | žádný | 10/100 Mbit Ethernet (8P8C) USB adaptér na USB hubu | 10/100 Mbit Ethernet (8P8C) USB adaptér na USB hubu | 10/100 Mbit Ethernet (8P8C) USB adaptér na USB hubu                                                                                    | 10/100 Mbit Ethernet, 802.11n, Bluetooth 4.1                                                                                           | 10/100/1000 Mbit/s Ethernet (skutečná rychlost maximálně 300 Mbit/s), 802.11ac dual band 2.4/5 GHz wireless, Bluetooth 4.2 LS BLE      | 10/100/1000 Mbit/s Ethernet, 2.4/5.0 GHz IEEE 802.11ac wireless, Bluetooth 5.0, BLE                                    | žádný                                                                     | žádný                                                                     | žádný                                                                     | žádný                                                                     | žádný                                                                     | 802.11n WiFi, Bluetooth 4.1                                               | 802.11b/g/n, Bluetooth 4.2, BLE |
| Periferní nízkoúrovňová rozhraní | 8× GPIO, UART, I²C, SPI, I²S audio | 17× GPIO a HAT ID bus | 8× GPIO | 17× GPIO | 17× GPIO | 17× GPIO | 17× GPIO | 17× GPIO | 46× GPIO                                                                  | 46× GPIO                                                                  | 46× GPIO                                                                  | 26× GPIO a HAT ID bus                                                     | 26× GPIO a HAT ID bus                                                     | 26× GPIO a HAT ID bus                                                     | 26xGPIO, I²C, SPI, UART         |
| Jmenovitý výkon                  | 300 mA (1,5 W) | 200 mA (1 W) | 700 mA (3,5 W) | 600 mA (3,0 W) | 800 mA (4,0 W) | 200 mA (1 W) | 459 mA (2.295 W) | 3A (15W) | ~ 160 mA (0,8 W)                                                          | 700 mA (3.5 W)                                                            | 700 mA (3.5 W)                                                            | ~ 160 mA (0,8 W)                                                          | ~ 160 mA (0,8 W)                                                          | ~ 160 mA (0,8 W)                                                          |                                 |
| Zdroj energie                    | 5 V přes MicroUSB | 5 V přes MicroUSB | 5 V přes MicroUSB | 5 V přes MicroUSB | 5 V přes MicroUSB | 5 V přes MicroUSB | 5 V přes MicroUSB, GPIO nebo přes Ethernet (pomocí PoE hat)                                                                            | 5 V přes USB-C, GPIO nebo přes Ethernet (pomocí PoE hat)                                                               | 5 V přes MicroUSB nebo GPIO                                               | 5 V přes MicroUSB nebo GPIO                                               | 5 V přes MicroUSB nebo GPIO                                               | 5 V přes MicroUSB nebo GPIO                                               | 5 V přes MicroUSB nebo GPIO                                               | 5 V přes MicroUSB nebo GPIO                                               | 5 V přes MicroUSB nebo GPIO     |
| Rozměry                          | 85,60 mm × 56,5 mm (3,370 × 2,224 × v), bez vyčnívajících konektorů 65 mm × 56,5 mm × 10 mm 85,60 mm × 56,5 mm, bez vyčnívajících konektorů 67,6 mm × 30 mm 65 mm × 30 mm × 5 mm | 85,60 mm × 56,5 mm (3,370 × 2,224 × v), bez vyčnívajících konektorů 65 mm × 56,5 mm × 10 mm 85,60 mm × 56,5 mm, bez vyčnívajících konektorů 67,6 mm × 30 mm 65 mm × 30 mm × 5 mm | 85,60 mm × 56,5 mm (3,370 × 2,224 × v), bez vyčnívajících konektorů 65 mm × 56,5 mm × 10 mm 85,60 mm × 56,5 mm, bez vyčnívajících konektorů 67,6 mm × 30 mm 65 mm × 30 mm × 5 mm | 85,60 mm × 56,5 mm (3,370 × 2,224 × v), bez vyčnívajících konektorů 65 mm × 56,5 mm × 10 mm 85,60 mm × 56,5 mm, bez vyčnívajících konektorů 67,6 mm × 30 mm 65 mm × 30 mm × 5 mm | | 85,60 mm × 56,5 mm × 17 mm | 85,60 mm × 56,5 mm × 17 mm | 85,60 mm × 56,5 mm × 17 mm                                                                                             | 67,6 mm × 30 mm                                                           | 67,6 mm × 31 mm                                                           | 67,6 mm × 31 mm                                                           |                                                                           |                                                                           |                                                                           | 65 mm × 30mm                    |
| Hmotnost                         | 31 g | 23 g | 45 g | 45 g | 45 g | 45 g | 45 g | 45 g | 7 g                                                                       |                                                                           |                                                                           | 9 g                                                                       |                                                                           |                                                                           |                                 |
| Konzole                          | Micro-USB kabel nebo sériový kabel s napájecím konektorem, volitelný GPIO | Micro-USB kabel nebo sériový kabel s napájecím konektorem, volitelný GPIO | Micro-USB kabel nebo sériový kabel s napájecím konektorem, volitelný GPIO | Micro-USB kabel nebo sériový kabel s napájecím konektorem, volitelný GPIO | Micro-USB kabel nebo sériový kabel s napájecím konektorem, volitelný GPIO                                                              | Micro-USB kabel nebo sériový kabel s napájecím konektorem, volitelný GPIO                                                              | Micro-USB kabel nebo sériový kabel s napájecím konektorem, volitelný GPIO                                                              | USB-C kabel nebo sériový kabel s napájecím konektorem, volitelný GPIO                                                  | Micro-USB kabel nebo sériový kabel s napájecím konektorem, volitelný GPIO | Micro-USB kabel nebo sériový kabel s napájecím konektorem, volitelný GPIO | Micro-USB kabel nebo sériový kabel s napájecím konektorem, volitelný GPIO | Micro-USB kabel nebo sériový kabel s napájecím konektorem, volitelný GPIO | Micro-USB kabel nebo sériový kabel s napájecím konektorem, volitelný GPIO | Micro-USB kabel nebo sériový kabel s napájecím konektorem, volitelný GPIO |                                 |
| Generace                         | 1 | 1 + | 1 | 1 + | 2 | 3 | 3+ | 4 | 1                                                                         | 3                                                                         | 3 lite                                                                    | PCB verze 1.2                                                             | PCB verze 1.3                                                             | W (wireless)                                                              | 2W                              |
| Typ                              | Model A | Model A | Model B | Model B | Model B | Model B | Model B | Model B | Výpočetní modul                                                           | Výpočetní modul                                                           | Výpočetní modul                                                           | Zero                                                                      | Zero                                                                      | Zero                                                                      | Zero                            |

* moduly se připojují 200-pinovým DDR2 SO-DIMM konektorem k desce.

### Konektory

#### Pi Zero

Umístění konektorů a hlavních obvodů

#### Model A/A+

Umístění konektorů a hlavních obvodů na Raspberry Pi 1 Model A
Umístění konektorů a hlavních obvodů na Raspberry Pi 1 Model A+ revize 1.1

#### Model B/B+

Umístění konektorů a hlavních obvodů na Raspberry Pi 1 Model B revize 1.2
Umístění konektorů a hlavních obvodů na Raspberry Pi 1 Model B+ revize 1.2 a Raspberry Pi 2
Umístění konektorů a hlavních obvodů na Raspberry Pi 3

## Software
Výrobce Raspberry Pi nabízí k počítači jako operační systémy ARMové verze linuxových distribucí Debian a Arch. Výrobce též ohlásil práce na systému Rasdroid pro Raspberry Pi založeném na systému Android 4.0.
Dne 28. února 2014 uvolnila firma Broadcom ovladač grafického procesoru použitého v Raspberry Pi, pod Open Source BSD licencí. V té souvislosti nadace Raspberry Pi Foundation vyhlásila, že první, kdo na Raspberry Pi přizpůsobí a rozběhne hru Quake III, obdrží prémii 10 000 dolarů. Raspberry Pi neobsahují žádné rozhraní pro pevný disk nebo SSD – pro zavedení systému a trvalé uchování dat je určen slot na microSD kartu.

### Původní Raspberry Pi
- Operační systém Raspbian (Debian pro Raspberry Pi)
  - Raspbian 2014-09 – nová verze s Javou 8, Mathematica 10, Sonic Pi 2. Též obsahuje Minecraft Pi.[32]
  - Raspbian 2014-12 – nová verze, updaty, upgrady a fixy[33][34]
- Operační systém Arch Linux pro Raspberry Pi
- Operační systém Razdroid (založeno na systému Android – protože je v Raspberry Pi použit mikroprocesor z rodiny ARM, je srovnatelný s běžným smartphonem)[35][36]
- Firefox OS byl pro Raspberry Pi připravován[37]
- Java[38][39]
- Programovací jazyk Python
- Programovací jazyk Wolfram[40] – programovací jazyk použitý programem Mathematica
  - Programovací jazyk Wolfram nyní obsahuje nástroj, jehož pomocí umí rozpoznávat objekty na obrázku[41]

### Raspberry Pi 2
Kromě standardního systému Raspbian jsou pro Raspberry Pi 2 k dispozici i alternativní operační systémy, které pro starší modely nebyly k dispozici:
- linuxová distribuce Debian Jessie pro RasbperryPi 2[42][43]
- operační systém NetBSD pro Raspberry Pi 2[44][45]
- operační systém Windows 10 IoT Core, což je nástupce Windows Embedded, nyní rebrandovaný jako jedna z variant Windows 10[46][47]
  - Windows 10 IoT Core pro Raspberry Pi 2 nemá vlastní grafické uživatelské rozhraní[46]
  - ovládat se dá pomocí příkazového řádku s Windows PowerShellem nebo lze spustit určitou aplikaci

### Raspberry Pi 3
- Pro Raspberry Pi 3 bylo portováno jádro operačního systému seL4. Toto mikrojádro je primárně určeno pro vestavěné systémy, se zvláštním přihlédnutím k potřebě počítačové bezpečnosti, robustnosti a výkonu.[48]

### Raspberry Pi 4
- Pro 64bitový SoC typu BCM2711 byla vytvořená 64bitová verze distribuce Raspbian. Je podporován grafický standard OpenGL ES 3.1. Pro RPi 4 bylo portováno jádro operačního systému seL4.[49][50]

## Rozšiřující desky
Pro Raspberry Pi vzniklo několik neoficiálních rozšiřujících desek, které umožňují například komunikaci po RS232, nebo třeba pomocí RF modulů, řízení DC motoru.

### UniPi Board
Jedná se o rozšiřovací modul pro minipočítač Raspberry Pi. Deska využívá všechny důležité vlastnosti v rámci řízení a ovládání, které Raspberry Pi nabízí. Jedná se o mix vstupů a výstupů, které jsou využívány pro sledování a zároveň umožňují ovládání sledovaných zařízení. Nejsou nutné kabely na propojení Raspberry Pi s relátky, vstupy ani dalšími prvky desky. Díky I2C rozhraní vyvedenému na externí konektor lze připojit mnoho dalších periferií (teoreticky až 128) – například obvody pro řízení relé, LED, vstupy apod. UART má na starost připojení NFC čtečky karet.
- 8× 5A@250V relé
- 14× digitální vstup 5–30 V
- 1wire modul
- 1× analogový vstup 0–10 V
- 2× analogový výstup 0–10 V
- Modul reálného času
- Možnost připojení rozšiřujících relé modulů a vstupů
- EEPROM paměť
- Notifikační diody, pro zobrazení stavu

### Gertboard
Gertboard není oficiálním produktem nadace Raspberry Pi Foundation, ale je vyvinut Gert Van Loo, který se podílel i na vývoji alfa verze Raspberry Pi.
Na rozšiřující desce je:
- připojeno přes SPI:
  - MCP4802 – 8/10/12bitový dvoukanálový D/A převodník
  - MCP3002 – 10bitový dvoukanálový A/D převodník
- předprogramovaný Atmel AVR ATmega 328P připojená přes UART
- obvod pro řízení motoru L2603-MW připojený k PWM
- 3 tlačítka
- 12 IO pinů připojeno přes obvod 74xx244, pro signalizaci je použito 12 LED diod
- 6 výstupů s otevřeným kolektorem (ULN2803A)

Gertboard se připojuje k Raspberry Pi přes 26žilový plochý kabel. V oficiálním prodeji je v současné době dostupný pouze jako stavebnice, zájemce si tedy musí osadit desku sám.

### Raspberry Pi výpočetní modul
Je primárně určen pro připojení k vlastní desce plošných spojů. Obsahuje zejména:
- Procesor BCM2835 z rodiny ARM11 taktovaný na 700 MHz
- Grafický procesor VideoCore IV, podporující OpenGL ES 2.0, 1080p30, MPEG-4
- 512 MiB RAM sdílených s grafickou kartou
- 4 GiB eMMC flash paměti, která je ekvivalentem SD karty v klasickém Raspberry Pi (je tedy softwarově kompatibilní)

Toto všechno je integrováno na malé, 67,6 × 30mm destičce pasující do standardního DDR2 SODIMM konektoru (jde o stejný typ konektoru, který je použit pro paměť laptopů). Zmíněná flash paměť je připojena přímo k procesoru na destičce, ale zbývající procesorová rozhraní jsou k dispozici uživateli přes piny konektoru.
Raspberry výpočetní mudul byl uvolněn pod licencí BSD jako Open Hardware.

### Raspberry Pi vstupně-výstupní modul
Vstupně/výstupní modul je určen pro spolupráci s výpočetním modulem. Obsahuje zejména napájení, konektory a rozhraní klasického Raspberry Pi, jako:
- konektor HDMI
- konektory USB
- GPIO konektory a další

### Raspberry Pi VGA Adaptér
Adaptér (Gert's VGA Adapter) pro připojení VGA monitoru k Raspberry Pi model B+. Jde vlastně o pasivní digitálně-analogový převodník, který se připojuje na GPIO konektor. Umí přenést až rozlišení 1920×1024 bodů na 60 fps. Návrh je k dispozici na GitHubu. Skládá se z:
- 1× PCB
- 1× GPIO konektor
- 20× odpor (rezistor)
- 1× VGA konektor

### HDMIPi, displej pro Raspberry Pi
HDMIPi je displej primárně určený pro Raspberry Pi, ale na rozdíl od jiných malých displejů má rozlišení 1280×800 při velikosti 9 palců. Prodává se za 75 liber, tj. asi 2 700Kč.

### Kamera
Rozšiřující modul kamery se připojuje pomocí plochého flexibilního kabelu do CSI konektoru umístěného mezi audio-video výstupem a HDMI portem. Kamera poskytuje pro video rozlišení 1080p, 720p a 640×480. Rozměry modulu jsou 25×20×9 mm.